# 1736 en France
Chronologie de la France
- 1732
- 1733
- 1734
- 1735
- 1736
- 1737
- 1738
- 1739
- 1740

Cette page concerne l’année 1736 du calendrier grégorien.

## Événements
- 15 janvier : le dauphin est remis entre les mains des hommes[1].

- 9 avril : déclaration royale concernant la rédaction des registres de l'état civil ; les actes doivent être inscrits sur des registres tenus doubles[2].
- 11 avril : convention franco-autrichienne précisant les conditions des préliminaires de paix[3].
- 16 mai : naissance de Thérèse de France, fille de Louis XV, morte en 1744[1].
- 7 juin : Le roi Stanislas, de retour de Pologne, vient en cérémonie à Versailles rendre visite au roi[1].

- 28 août : règlement de la question de Lorraine. Convention entre le roi de France et l’Empereur pour la réunion et la remise du duché de Lorraine à Stanislas Leszczynski[3].

- 26 septembre : le plafond du salon d’Hercule commencé par François Lemoyne en 1729, est découvert et Louis XV, après l’avoir examiné, donne à Lemoyne le titre de premier peintre du roi[1].

- 30 novembre : le cardinal de Fleury fait dans la chapelle de Versailles la cérémonie de présenter à la reine la Rose d’or bénite par le pape Clément XII, et apportée de sa part par l’abbé Lercari, commissaire apostolique[1].

- 31 décembre : interruption de l’impôt sur le dixième[4].